# Frøken Smillas fornemmelse for sne
Frøken Smillas fornemmelse for sne er en kriminalroman af den danske forfatter Peter Høeg, udgivet på Rosinante 1992. Romanen blev ved udgivelsen en stor succes med mange oplag og oversættelser og blev i 1997 filmatiseret af Bille August under samme titel.

## Plot
Romanen fortælles i jeg-form, som den opleves af hovedpersonen Smilla Jaspersen, mens hun undersøger, hvorfor drengen Esajas, som hun var gode venner med, er død. Historien begynder i København, hvor drengen er faldet i døden fra et snedækket tag. Smilla, hvis mor var grønlandsk eskimo, kan via sporene i sneen og det personlige kendskab til drengen se, at der er noget galt. Hendes undersøgelser fører hende derefter på sporet af en sammensværgelse i København og videre på en rejse med en isbryder til et fjernt hjørne af Grønland, den fiktive ø Gela Alta.